# Linnea Gjersvold
Linnea Gjersvold, senare Gabrielsson, född 18 mars 1986, är en svensk före detta fotbollsspelare som bland annat spelade i Sunnanå SK och Piteå IF Dam.
Gjersvold gjorde även sju U17-landskamper och 15 U19-landskamper för Sverige.